# Correns
Correns (okzitanisch Correnç) ist eine französische Gemeinde mit 891 Einwohnern (Stand 1. Januar 2022) im Département Var in der Region Provence-Alpes-Côte d’Azur. Correns ist das erste Biodorf in Frankreich (Village Bio).

## Lage
Das Dorf liegt in der Nähe von Brignoles und ist umgeben von Wäldern der Region Devençon de l’Inarden. Der Fluss Argens durchquert das Gemeindegebiet, an der südlichen Grenze mündet der Zufluss Ribeirotte.

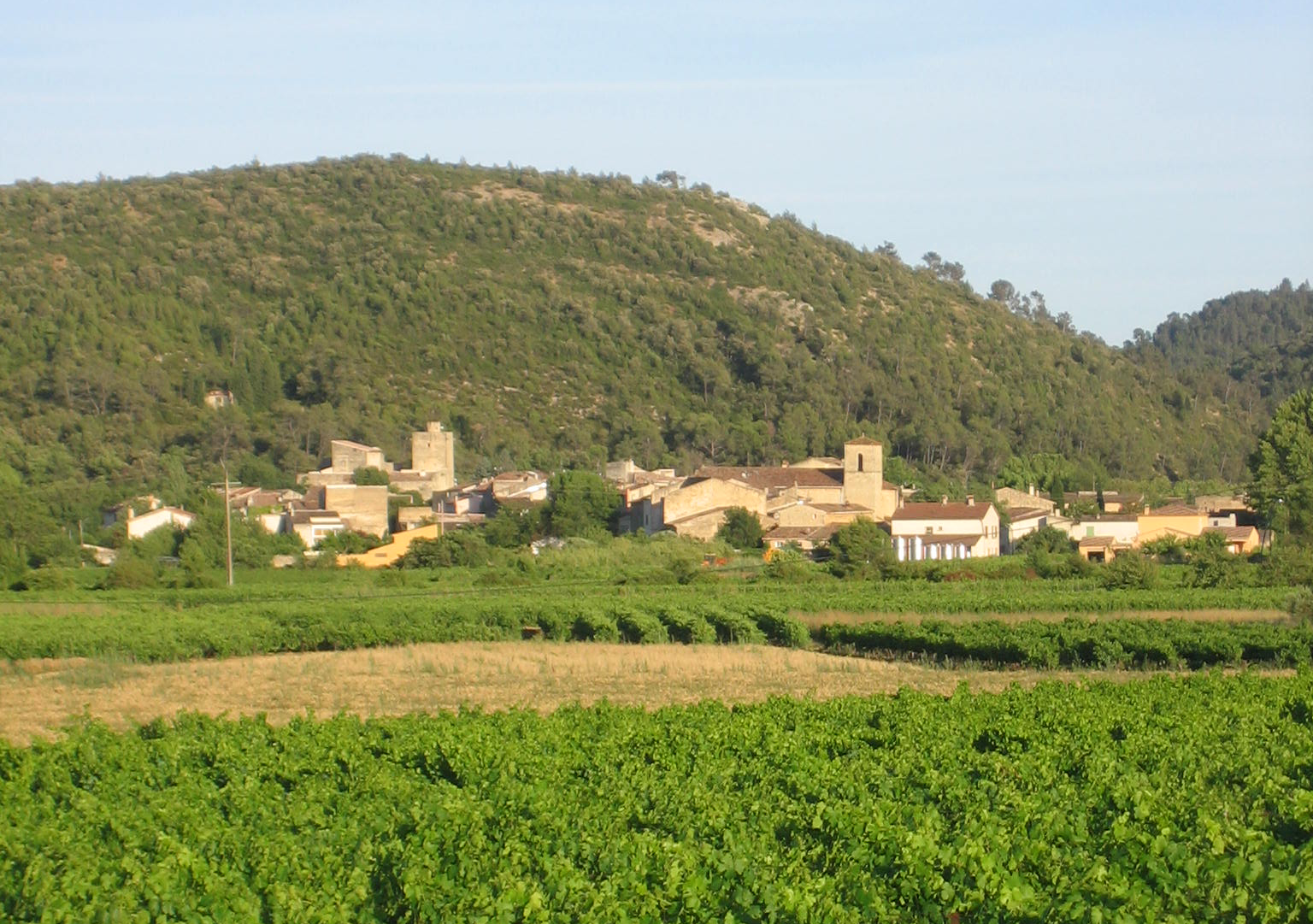
Ansicht von Correns
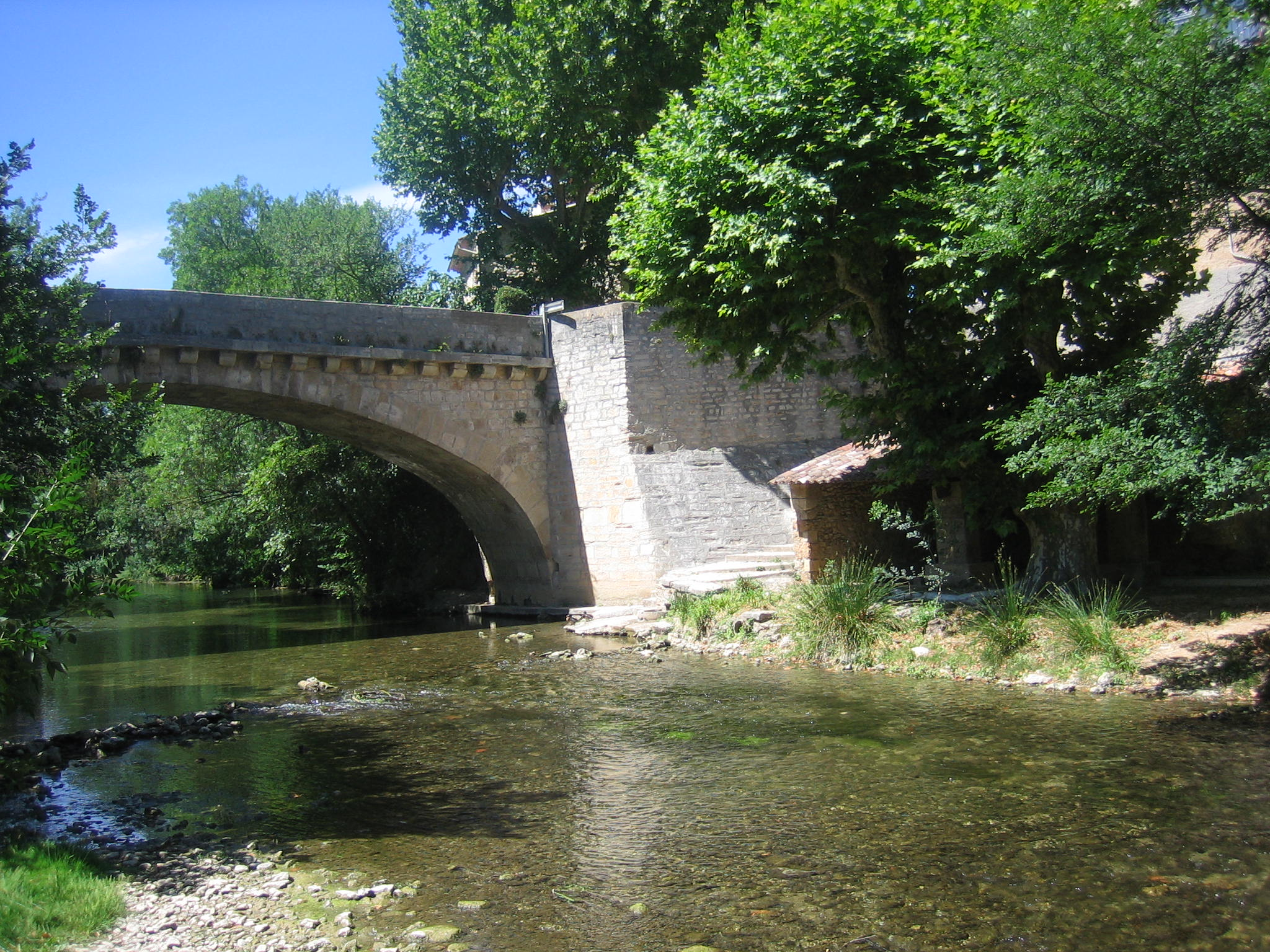
Brücke über den Argens

## Château Miraval
Zur Gemeinde, in Richtung Brignoles gelegen, gehört auch das Château Miraval. Das Schloss war in den 1970er Jahren Domizil des Musikstudios Miraval, dessen Altbau von Jacques Loussier gegründet wurde und  in dem zahlreiche Musikgrößen wie Pink Floyd, AC/DC, The Cure, Judas Priest, Rammstein, Sting, Sade und Chris Rea Musikalben aufnahmen. Pink Floyd spielten hier von Januar bis Juli 1979 Teile ihres Doppelalbums The Wall ein. Die letzten Künstler, die vor der einstweiligen Schließung im Jahr 2006 dort aufnahmen, waren Muse mit Black Holes And Revelations.
Später kauften die Schauspieler Angelina Jolie und Brad Pitt das Château und zogen 2009 dort ein. Das Schloss wurde erneut in der Presse bekannt, als beiden Hollywood-Größen es am 23. August 2014 als Kulisse für ihre Heirat nutzten. Danach war das Schloss Sitz eines Weinerzeugers. Miraval wurde 2022 durch Brad Pitt und den Tontechniker Damien Quintard renoviert und wiedereröffnet. Sade nahmen im Neubau als erste Gäste auf.